# حليم بركات
حليم بركات (4 ديسمبر 1933- 23 يونيو 2023) عالم اجتماع وأستاذ جامعي وروائي سوري. ولد في الكفرون في سورية عام 1933. توفي والده عندما كان بسن العاشرة، فانتقلت عائلته للعيش في بيروت حيث نشأ. حصل على شهادة البكالوريوس والماجستير في علم الاجتماع من الجامعة الاميركية في بيروت ثم دكتوراه في علم النفس الاجتماعي من جامعة ميشيغان في الولايات المتحدة (آن آربور) 1966. له العديد من المؤلفات والمقالات المنشورة.

## الحياة المُبكّرة والتعليم
وُلد حليم بركات في 4 ديسمبر 1933، لعائلة عربية أرثوذكسية في كفرون بسوريا ونشأ في العاصمة اللبنانيّة بيروت.

## المسيرة المهنيّة
حصل حليم بركات على درجة البكالوريوس في علم الاجتماع عام 1955، ودرجة الماجستير عام 1960 في نفس المجال. حصل على كليهما من الجامعة الأمريكية في بيروت. حصل على درجة الدكتوراه في علم النفس الاجتماعي عام 1966 من جامعة ميشيغان في آن أربور. من عام 1966 حتى عام 1972 درّس في الجامعة الأمريكية في بيروت. ثم عمل زميلًا باحثًا في جامعة هارفارد من 1972 إلى 1973، ودرَّس في جامعة تكساس في أوستن في 1975-1976. من عام 1976 حتى عام 2002، كان حليم بركات أستاذًا لتدريس البحوث في مركز الدراسات العربية المعاصرة بجامعة جورج تاون.
كتب بركات ما يقربُ من عشرين كتابًا وخمسين مقالًا عن المجتمع والثقافة في مجلَّات عديدة مثل المجلة البريطانية لعلم الاجتماع، ومجلة الشرق الأوسط، والمواقف، والمستقبل العربي. تعنى منشوراته بالدرجة الأولى بالصعوبات التي تُواجه المجتمعات العربية الحديثة مثل الاغتراب وأزمات المجتمع المدني والحاجة إلى الهوية والحرية والعدالة، كما أصدر سبع روايات ومجموعة قصصية غنية بالرمزية والرمز خلال حديثها عن الأحداث العالمية. هو صاحب رواية ستة أيام التي صدرت عام 1961 كما أنه صاحب رواية عودة الطائر إلى البحر التي صدرت عام 1969، والتي تكشف عن الدراما الوجودية لحرب حزيران/يونيو عام 1967.

## قائمة الأعمال
هذه قائمةٌ بأبرز أعماله:
الروايات
- القمم الخضراء (1956)[24]
- الصمت والمطر (1958)[25]
- ستة أيام (1961)[26]
- عودة الطائر إلى البحر (1969)[27]
- الرحيل بين السهم والوتر (1979)[28]
- طائر الحوم (1988)[29]
- إنانة والنهر (1995)[30]
- المدينة الملونة (2006)[31]

الدراسات
- المجتمع العربي المعاصر (1984)
- حرب الخليج (1992)
- المجتمع العربي في القرن العشرين (1999)
- المجتمع المدني في القرن العشرين (2000)
- الهوية أزمة الحداثة والوعي التقليدي (2004)
- الاغتراب في الثقافة العربي (2006)

## وصلات خارجية
- النظام الاجتماعي وعلاقته بمشكلة المرأة العربية